# مؤثرات عملية

أحد مواقع تصوير الحديقة الجوراسية ويظهر فيه مجسم عملي لديناصور يتم استخدامه من قبل أحد العملين لإنتاج مظهر أن الديناصور يتحرك

مؤثرات عملية (بالإنجليزية: Practical effect)‏ هو تأثير خاص ينتج مادياً بدون استخدام الصور المنشأة بالحاسوب أو أي تقنيات إنتاج إخرى. إن كلمة «مؤثرات خاصة» تكون مرادفة دائماً مع «مؤثرات عملية.» وفي المقابل، فإن المؤثرات البصرية يتم إنشاؤها في مرحلة ما بعد الإنتاج.
يتم استخدام المؤثرات العملية بشكل كبير أفلام الحركة. أطلاق النار والجروح الناتجة عنها والمطر والرياح والإنفجارت جميعها يمكن إنتاجها في موقع التصوير بواسطة شخص يمتلك المهارة في هذه المؤثرات.